# Heli Malongo Airways
Heli Malongo Aviação e Serviços de Angola, Lda és un operador de vols charter amb seu a Luanda, Angola, que ofereix vols a terra i mar en suport de la indústria petroliera a Angola des de la seva base a l'aeroport de Cabinda. Com gairebé totes les aerolínies angoleses forma part de la llista negra de companyies aèries de la Unió Europea.

## Perfil
Al Saló Aeronàutic de Farnborough en 2008, Heli Malongo va signar un acord amb la Sikorsky Aircraft Corporation per al subministrament de tres Sikorsky S-76C++. Aquesta va ser la primera vegada que Heli Malongo va encarregar helicòpters Sikorsky. L'aerolínia va realitzar la compra per tal d'establir el primer servei de recerca i rescat d'Angolai, permetent a la companyia donar encara més suport a la important indústria del petroli a Angola. Els tres helicòpters van ser lliurats a Heli Malongo en una cerimònia a Coatesville (Pennsilvània) el 20 de gener de 2011.

## Flota
La flota d'Heli Malongo Airways consisteix dels següents aparells (agost de 2016):